# Haringpakkerssteeg
De Haringpakkerssteeg is een smal straatje in Amsterdam-Centrum. Ze loopt tussen Damrak en Nieuwendijk.
Voor 1913 heette het straatje Kapelsteeg. De naam werd halverwege 1913 gewijzigd in Haringpakkerssteeg, om verwarring met andere kapelstegen te voorkomen.
De naam is ontleend aan de haringpakkerij, die vroeger bedreven werd in dit deel van de stad, waar ook de Haringpakkerstoren gevestigd was.
Het steegje was in de twintigste eeuw bekend door de aanwezigheid van Boudisque, een grote platenzaak.